# 姜昌瑢
姜 昌瑢（カン・チャンヨン、朝鮮語: 강창용、1914年3月2日 - 2000年9月25日）は、大韓民国の実業家、政治家。第2代韓国国会議員。本貫は晋州姜氏。
姜 昌鎔、姜 昌溶（それぞれ読み、ハングルともに同じ）とも表記される。

## 経歴
済州島北済州郡涯月面（現・済州市）出身。漢城商業学校卒業後は専売庁に就職した。咸鏡北道の出先支所に赴任したが、両親の懇願により2年ほどで済州島に帰郷した。1935年に涯月面書記に就任し、2年後に内地に留学に行った。1941年に法政大学政治経済科を卒業し、金融組合連合会理事見習試験に受験して合格した。慶尚北道・慶尚南道の金融組合で1950年ごろまでに朝鮮金融組合に10年勤務し、専務理事などを務めた。
1948年の制憲総選挙には出馬しようとしたが、岳父の金道鉉も立候補する意向を示したため出馬しなかった。1950年の第2代総選挙に北済州乙区より無所属で立候補し、計10人の候補者の競いの中で4636票を得て当選し国会議員を務めた。1952年に新たに成立した自由党に入党し、財経分科委員と交逓分科委員を務めた。財経委員在任中に財務部長官に懇願し、済州島は兵站戦略基地という点と多くの避難民による公共施設不足などを掲げ、済州道庁の新築資金を得て行政の面から済州道知事を支えた。政治活動のほか、1951年の秋夕の帰島する際に済州島の交通難に遭遇したため、1952年4月に運送会社の瀛洲運輸を設立し、死去までそれを商った。また、政治家を引退した後、農協中央会顧問と韓国証券取引所の初代理事を約4年間務めた。持病により済州市の自宅にて87歳で死去した。

## 家族
16歳の時に涯月面長の金道鉉の娘と結婚した。息子の姜英徹は済州市議会議員、同議長を務めた。